# Estadio Major Antônio Couto Pereira
El Estadio Major Antônio Couto Pereira, conocido simplemente por Estadio Couto Pereira, es un estadio multiusos localizado en el barrio de Alto da Glória en la ciudad de Curitiba, Estado de Parana, Brasil. Pertenece al Coritiba Foot Ball Club. 
En el partido inaugural, jugado el 15 de noviembre de 1932, el Coritiba venció al América FC por 4 a 2. Actualmente el estadio cuenta con capacidad para 40 310 espectadores.

## Eventos
El Estadio Couto Pereira fue escenario de importantes espectáculos artísticos, entre ellos:
- Menudo, en 1984;
- Nina Hagen, el 6 de octubre de 1985;
- Festival “Monsters of Rock”, con Iron Maiden, Motorhead, Skid Row y Helloween el 25 de agosto de 1996;
- Maroon 5, el 14 de septiembre de 2017.
- Roger Waters, el 27 de octubre de 2018.
- Paul McCartney, el 30 de marzo de 2019.
- Red Hot Chili Peppers, el 13 de noviembre de 2023.

## Selección de fútbol de Brasil
22/03/1978 - Brasil 1 x 0 Seleção do Paraná (partido amistoso)
21/06/1984 - Brasil 1 x 0 Uruguay (partido amistoso)
07/10/2001 - Brasil 2 x 0 Chile (Eliminatórias)
06/09/2024 - Brasil 1 x 0 Ecuador (Eliminatorias)